# Мак-Ферсон (округ, Канзас)
Мак-Фе́рсон (англ. McPherson County) — округ в штате Канзас, США. Столица — Мак-Ферсон. Согласно переписи 2020 года в округе проживало 30 223 человек.
Округ был назван в честь генерала Джеймса Макферсона (1828—1864), командующего армии Теннесси во время американской гражданской войны.

## Географическое положение
Площадь округа 2330 км² (26-й по площади в штате Канзас). Граничит с округами Райс, Рино, Марион, Харви, Дикинсон, Салин и Элсуэрт.
Города округа:
- Мак-Ферсон (население 14 082)
- Линдсборг (население 3776)

Тауншипы округа: Батл-Хилл, Бонавилл, Кантон, Касл, Делмор, Эмпайр, Гровленд, Джипсим-Крик, Харпер, Хейс, Джексон, Кинг-Сити, Литл-Валли, Лоун-Три, Маркетт, Мак-Ферсон, Меридиан, Маунд, Нью-Готленд, Смоки-Хилл, Саут-Шарпс-Крик, Спринг-Валли, Супериор, Турки-Крик, Юнион.

## Население
| Год переписи | Нас.  |  | %±      |
| ------------ | ----- |  | ------- |
| 1870         | 738   |  | —       |
| 1880         | 17143 |  | 2222,9% |
| 1890         | 21614 |  | 26,1%   |
| 1900         | 21421 |  | −0,9%   |
| 1910         | 21521 |  | 0,5%    |
| 1920         | 21845 |  | 1,5%    |
| 1930         | 23588 |  | 8%      |
| 1940         | 24152 |  | 2,4%    |
| 1950         | 23670 |  | −2%     |
| 1960         | 24285 |  | 2,6%    |
| 1970         | 24778 |  | 2%      |
| 1980         | 26855 |  | 8,4%    |
| 1990         | 27268 |  | 1,5%    |
| 2000         | 29554 |  | 8,4%    |
| 2010         | 29180 |  | −1,3%   |
| 2020         | 30223 |  | 3,6%    |

В 2020 году на территории округа проживало 30 223 человек (из них 49,2 % мужчин и 50,8 % женщин), насчитывалось 12 334 домашних хозяйства. Расовый состав: белые — 89,2 %, афроамериканцы — 1,6 %, азиаты — 0,7 %.
Население округа по возрастному диапазону распределилось следующим образом: 22,8 % — жители младше 18 лет, 57,7 % — от 18 до 65 лет и 19,5 % — в возрасте 65 лет и старше. Медианный возраст населения — 40,8 года. Высшее образование имели 28,0 %. В округе 33,6 % имели немецкое происхождение, 7,7 % — английское, 9,7 % — ирландское, 1,8 % — шотландское.
Из 12 334 домашних хозяйств 53,9 % представляли собой совместно проживающие супружеские пары, в 22,9 % женщины проживали без мужей, в 19,1 % домохозяйств мужчины проживали без женщин. Средний размер семьи — 2,75 человека. В 2019 году медианный доход на семью оценивался в 71 728 $, на домашнее хозяйство — в 59 089 $. 8,8 % от всей численности населения находилось на момент переписи за чертой бедности.